# Kokutkivți, Zboriv
Kokutkivți (în ucraineană Кокутківці) este un sat în comuna Vîsîpivți din raionul Zboriv, regiunea Ternopil, Ucraina.

## Demografie
Componența lingvistică a localității Kokutkivți
     Ucraineană (100%)
Conform recensământului din 2001, toată populația localității Kokutkivți era vorbitoare de ucraineană (100%).